# Seiling (Oklahoma)
Seiling és una ciutat dels Estats Units a l'estat d'Oklahoma. Segons el cens del 2000 tenia 875 habitants.

## Demografia
Segons el cens del 2000, Seiling tenia 875 habitants, 362 habitatges, i 228 famílies. La densitat de població era de 422,3 habitants per km².
Dels 362 habitatges en un 26,8% hi vivien nens de menys de 18 anys, en un 51,4% hi vivien parelles casades, en un 7,2% dones solteres, i en un 37% no eren unitats familiars. En el 35,6% dels habitatges hi vivien persones soles el 16,9% de les quals corresponia a persones de 65 anys o més que vivien soles. El nombre mitjà de persones vivint en cada habitatge era de 2,35 i el nombre mitjà de persones que vivien en cada família era de 3,07.
Per edats la població es repartia de la següent manera: un 26,7% tenia menys de 18 anys, un 9,5% entre 18 i 24, un 21,5% entre 25 i 44, un 23,3% de 45 a 60 i un 19% 65 anys o més.
L'edat mediana era de 40 anys. Per cada 100 dones de 18 o més anys hi havia 85,8 homes.
La renda mediana per habitatge era de 24.087 $ i la renda mediana per família de 28.333 $. Els homes tenien una renda mediana de 27.917 $ mentre que les dones 19.063 $. La renda per capita de la població era de 13.561 $. Entorn del 17,5% de les famílies estaven per davall del llindar de pobresa.

## Poblacions més properes
El següent diagrama mostra les poblacions més properes.